# Nototriton gamezi
Espèce
Statut de conservation UICN

 VU D2 : Vulnérable
Nototriton gamezi est une espèce d'urodèles de la famille des Plethodontidae.

## Répartition
Cette espèce est endémique de la province d'Alajuela au Costa Rica. Elle se rencontre entre 1 550 et 1 650 m d'altitude dans la réserve biologique Bosque Nuboso Monteverde dans la cordillère de Tilarán.

## Étymologie
Cette espèce est nommée en l'honneur de Rodrigo Gámez.

## Publication originale
- García-París & Wake, 2000 : Molecular phylogenetic analysis of relationships of the tropical salamander genera Oedipina and Nototriton, with descriptions of a new genus and three new species. Copeia, vol. 2000, no 1, p. 42-70 (texte intégral).